# جوربيو
جوربيو (بالفرنسية: Gorbio)‏ هي بلدية فرنسية تقع في إقليم الألب البحرية من منطقة بروفنس ألب كوت دازور في جنوب شرق فرنسا. تبلغ مساحة هذه المدينة 7.02 (كم²)، وترتفع عن سطح البحر 360 م، يبلغ عدد سكانها 1280 نسمة حسب إحصاء المعهد الوطني للإحصاء والدراسات الاقتصادية سنة 2009 م. وترأس Michel Isnard البلدية خلال فترة (2008-2014).

## أعلام
- جوليس غارنييه

## وصلات خارجية
- صفحة البلدية على موقع المعهد الوطني للإحصاء والدراسات الاقتصادية